# ISO 3166-2:AX

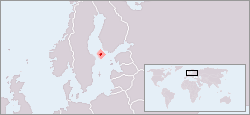
Localització de les Illes Åland.

ISO 3166-2:AX és el subconjunt per a les Illes Åland de l'estàndard ISO 3166-2, publicat per l'Organització Internacional per Estandardització (ISO) que defineix els codis de les principals subdivisions administratives.
Actualment les Illes Åland no tenen cap divisió territorial que conformi el seu codi ISO 3166-2.
Les Illes Åland, una regió autònoma de Finlàndia (anteriorment van ser una província), tenen oficialment assignat de l'estàndard ISO 3166-1 alfa-2 el codi AX des del 2004 (vegeu ISO 3166-1 Newsletter V-9). A més, també tenen assignat el codi FI-01 de l'estàndard ISO 3166-2 dins de l'entrada per a Finlàndia.